# VM i ishockey 2017 - Division III
VM i ishockey 2017 - Division III var en international ishockeyturnering drevet af International Ice Hockey Federation. Den blev spillet i Sofia i Bulgarien fra den 10. til 16. april 2017. Syv hold var en del af turneringen, og spillede i to grupper. Bosnien-Hercegovina trak sig fra turneringen før den begyndte, og tabte dermed 5-0 til alle sine modstandere. Luxembourg vandt turneringen, ved at slå Bulgarien 10-4 i finalen, og vil derfor være med i Division IIB i 2018. Taiwan fik deres debut og fik også deres første officielle sejr, ved at slå De Forende Arabiske Emirater med 4-0.

## Spillesteder
| Division III                         |
| Sofia                                |
| Winter Sports Palace Capacity: 4,600 |
|                                      |

## Deltagere
| Hold                       | Kvalifikation                                                 |
| -------------------------- | ------------------------------------------------------------- |
| Bulgarien                  | Vært, rykket ned fra Division II B i 2016, via en 6. plads.   |
| Sydafrika                  | 2. plads i Division III sidste år.                            |
| Luxembourg                 | 3. plads i Division III sidste år.                            |
| Bosnien-Hercegovina        | 4. plads i Division III sidste år. (trak sig fra turneringen) |
| Hongkong                   | 5. plads i Division III sidste år.                            |
| Georgien                   | 6. plads i Division III sidste år.                            |
| Forenede Arabiske Emirater | Trak sig fra turneringen sidste år.                           |
| Kinesisk Taipei            | Første deltagelse.                                            |

## Dommere
5 dommere og 9 linjedommere blev udtaget til turneringen.
| Referees - Michał Baca - Miha Bajt - Ivan Fateyev - Cemal Kaya - Kim No-su | Linesmen - Ferhat Aygün - Christian Cristeli - Illya Khokhlov - Aleh Kliashcheunikau - Jonas Merten - Jakob Schauer - Luchezar Stoyanov - Gil Tichon - Wiktor Zień |

## Første runde
All times are local (UTC+3).

### Gruppe A
| Pos | Hold                | K | V | OTV | OTT | T | MF | MM | M+/- | P | Kvalifikation |
| --- | ------------------- | - | - | --- | --- | - | -- | -- | ---- | - | ------------- |
| 1   | Bulgarien           | 3 | 3 | 0   | 0   | 0 | 18 | 3  | +15  | 9 | Semifinals    |
| 2   | Hongkong            | 3 | 2 | 0   | 0   | 1 | 13 | 12 | +1   | 6 | Semifinals    |
| 3   | Kinesisk Taipei     | 3 | 1 | 0   | 0   | 2 | 7  | 8  | −1   | 3 |               |
| 4   | Bosnien-Hercegovina | 3 | 0 | 0   | 0   | 3 | 0  | 15 | −15  | 0 | Withdrawn     |

1. ↑  Bosnia withdrew before the tournament and all games were forfeited and counted as a 5–0 win for the opposing team.[2]

| 10. april 2017 20:00 | Bulgarien | 3–0 (0–0, 2–0, 1–0) | Kinesisk Taipei | Winter Sports Palace, Sofia Tilskuere: 950 |

| Rapport                                                                                            | Rapport          | Rapport | Rapport                        | Rapport                                                  |
| -------------------------------------------------------------------------------------------------- | ---------------- | ------- | ------------------------------ | -------------------------------------------------------- |
| | Dimitar Dimitrov | Målmænd | Liao Yu-cheng Huang Sheng-chun | Dommer: Miha Bajt Linjedommere: Ferhat Aygün Wiktor Zień |
| Dikov (Gatchev) – 21:51 / M. Vasilev (Muhachev, Boyadjiev) (PP) – 38:55 / Dikov (Iskrenov) – 54:42 | 1–0 / 2–0 / 3–0  |         |                                | Dommer: Miha Bajt Linjedommere: Ferhat Aygün Wiktor Zień |
| 28 min                                                                                             | Strafminutter    | 18 min  |                                | Dommer: Miha Bajt Linjedommere: Ferhat Aygün Wiktor Zień |
| 55                                                                                                 | Skud             | 7       |                                | Dommer: Miha Bajt Linjedommere: Ferhat Aygün Wiktor Zień |

| 11. april 2017 20:00 | Hongkong | 3–10 (2–4, 1–2, 0–4) | Bulgarien | Winter Sports Palace, Sofia Tilskuere: 800 |

| Rapport                                                                           | Rapport                                                                      | Rapport | Rapport          | Rapport                                                |
| --------------------------------------------------------------------------------- | ---------------------------------------------------------------------------- | --- | ---------------- | ------------------------------------------------------ |
|                                                                                   | King Ho Cheung Ching-ho                                                      | Målmænd | Dimitar Dimitrov | Dommer: Kim No-su Linjedommere: Gil Tichon Wiktor Zień |
| Au-yeung (Tang) – 02:01 / Au-Yeung (Yeung) (PP) – 08:55 / Lau (Sham, Tai) – 26:39 | 1–0 / 2–0 / 2–1 / 2–2 / 2–3 / 2–4 / 3–4 / 3–5 / 3–6 / 3–7 / 3–8 / 3–9 / 3–10 | 09:20 – Iskrenov (Dikov, V. Vasilev) / 11:14 – M. Nikolov (Hodulov, Boyadjiev) (PP) / 16:13 – Dilkov (V. Vasilev (PP) / 19:08 – Iskrenov (Gatchev, Dikov) / 36:05 – Muhachev (Yotov, M. Vasilev) / 39:29 – Dilkov (Gatchev) / 42:44 – Yotov (Dikov, M. Vasilev) / 47:34 – Muhachev (Yotov, M. Vasilev) / 53:28 – Iskrenov (Mladenov, Dikov) / 58:13 – Iskrenov (Dikov) (SH) |                  | Dommer: Kim No-su Linjedommere: Gil Tichon Wiktor Zień |
| 10 min                                                                            | Strafminutter                                                                | 18 min |                  | Dommer: Kim No-su Linjedommere: Gil Tichon Wiktor Zień |
| 13                                                                                | Skud                                                                         | 84 |                  | Dommer: Kim No-su Linjedommere: Gil Tichon Wiktor Zień |

| 13. april 2017 16:30 | Kinesisk Taipei | 2–5 (0–3, 1–1, 1–1) | Hongkong | Winter Sports Palace, Sofia Tilskuere: 50 |

| Rapport                                                                     | Rapport                                 | Rapport | Rapport | Rapport                                                              |
| --------------------------------------------------------------------------- | --------------------------------------- | --- | ------- | -------------------------------------------------------------------- |
|                                                                             | Liao Yu-cheng Huang Sheng-chun          | Målmænd | King Ho | Dommer: Cemal Kaya Linjedommere: Illya Khokhlov Aleh Kliashcheunikau |
| Yang Hsiao-h. (Chang T., Wei Yu-k.) (PP) – 27:50 / Lin (Pai, Tseng) – 45:03 | 0–1 / 0–2 / 0–3 / 1–3 / 1–4 / 2–4 / 2–5 | 06:13 – Au-yeung (PP) / 13:34 – Kan S. (Chau) / 13:59 – Ngan (Chau) / 31:38 – Kan S. (Leung) / 58:54 – Chau (SH, ENG) |         | Dommer: Cemal Kaya Linjedommere: Illya Khokhlov Aleh Kliashcheunikau |
| 16 min                                                                      | Strafminutter                           | 12 min |         | Dommer: Cemal Kaya Linjedommere: Illya Khokhlov Aleh Kliashcheunikau |
| 31                                                                          | Skud                                    | 23 |         | Dommer: Cemal Kaya Linjedommere: Illya Khokhlov Aleh Kliashcheunikau |

### Gruppe B
| Pos | Hold                       | K | V | OTV | OTT | T | MF | MM | M+/- | P | Kvalifikation |
| --- | -------------------------- | - | - | --- | --- | - | -- | -- | ---- | - | ------------- |
| 1   | Luxembourg                 | 3 | 3 | 0   | 0   | 0 | 26 | 5  | +21  | 9 | Semifinaler   |
| 2   | Georgien                   | 3 | 2 | 0   | 0   | 1 | 29 | 11 | +18  | 6 | Semifinaler   |
| 3   | Sydafrika                  | 3 | 1 | 0   | 0   | 2 | 14 | 9  | +5   | 3 |               |
| 4   | Forenede Arabiske Emirater | 3 | 0 | 0   | 0   | 3 | 0  | 44 | −44  | 0 |               |

| 10. april 2017 13:00 | Luxembourg | 17–0 (4–0, 6–0, 7–0) | Forenede Arabiske Emirater | Winter Sports Palace, Sofia Tilskuere: 50 |

| Rapport | Rapport | Rapport | Rapport           | Rapport                                                              |
| --- | --- | ------- | ----------------- | -------------------------------------------------------------------- |
| | Philippe Lepage                                                                                             | Målmænd | Khaled Al Suwaidi | Dommer: Michał Baca Linjedommere: Aleh Kliashcheunikau Jakob Schauer |
| Welter (Wambach, K. Linster) – 01:15 / Mosr (Houdremont) – 04:07 / K. Linster (Welter, T. Beran) (SH) – 07:01 / Eriksson (R. Beran) – 11:00 / R. Beran (Eriksson, Cannon) – 20:24 / Wambach (Mosr) – 21:03 / Cannon (R. Beran) – 22:48 / R. Beran (Cannon) – 32:56 / Cannon (Houdremont, Mosr) – 33:27 / Houdremont (K.Linster) – 37:31 / Cannon (R. Beran) – 40:15 / Welter (T. Beran) (SH) – 44:41 / Cannon (Eriksson, R. Beran) (PP) – 47:08 / Linster (Houdremont) (PP) – 50:00 / Cannon (Schons, Mossong) – 53:55 / Welter (R. Beran) – 54:06 / B. Linster (Mossong) – 59:20 | 1–0 / 2–0 / 3–0 / 4–0 / 5–0 / 6–0 / 7–0 / 8–0 / 9–0 / 10–0 / 11–0 / 12–0 / 13–0 / 14–0 / 15–0 / 16–0 / 17–0 |         |                   | Dommer: Michał Baca Linjedommere: Aleh Kliashcheunikau Jakob Schauer |
| 12 min | Strafminutter                                                                                               | 12 min  |                   | Dommer: Michał Baca Linjedommere: Aleh Kliashcheunikau Jakob Schauer |
| 52 | Skud | 8       |                   | Dommer: Michał Baca Linjedommere: Aleh Kliashcheunikau Jakob Schauer |

| 10. april 2017 16:30 | Sydafrika | 5–6 (1–1, 1–2, 3–3) | Georgien | Winter Sports Palace, Sofia Tilskuere: 100 |

| Rapport | Rapport                                                         | Rapport | Rapport        | Rapport                                                         |
| --- | --------------------------------------------------------------- | --- | -------------- | --------------------------------------------------------------- |
| | Charl Pretorius                                                 | Målmænd | Andrei Ilienko | Dommer: Ivan Fateev Linjedommere: Christian Cristeli Gil Tichon |
| Magmoed (Husselman) (PP) – 05:44 / Valadas – 28:35 / Samaai (Gonsalves) (PP) – 48:35 / Marais) – 52:09 / Giot (Marais) – 55:08 | 0–1 / 1–1 / 2–1 / 2–2 / 2–3 / 2–4 / 2–5 / 3–5 / 3–6 / 4–6 / 5–6 | 04:12 – Dumbadze (Kozyulin) / 33:57 – Dumbadze (Filimonov, Shalunov) / 36:06 – Shalunov (Kurbatov, Dumbadze) (PP) / 42:50 – Kurbatov (Jeiranashvili) / 47:43 – Filimonov (Kurbatov) (PP) / 51:52 – Kurbatov (Dumbadze, Kozyulin) (PP) |                | Dommer: Ivan Fateev Linjedommere: Christian Cristeli Gil Tichon |
| 46 min | Strafminutter                                                   | 48 min |                | Dommer: Ivan Fateev Linjedommere: Christian Cristeli Gil Tichon |
| 34 | Skud                                                            | 19 |                | Dommer: Ivan Fateev Linjedommere: Christian Cristeli Gil Tichon |

| 11. april 2017 13:00 | Luxembourg | 6–4 (1–1, 3–1, 2–2) | Georgien | Winter Sports Palace, Sofia Tilskuere: 50 |

| Rapport | Rapport                                                   | Rapport | Rapport        | Rapport                                                          |
| --- | --------------------------------------------------------- | --- | -------------- | ---------------------------------------------------------------- |
| | Philippe Lepage                                           | Målmænd | Andrei Ilienko | Dommer: Cemal Kaya Linjedommere: Illya Khohlov Luchezar Stoyanov |
| Schons (Cannon, R. Beran) (PP) – 13:29 / Eriksson (R. Beran, Cannon) – 20:31 / R. Beran (Cannon) (PP) – 25:25 / Cannon (R. Beran, Eriksson) – 36:39 / Welter (R. Beran) (PP) – 57:10 / Eriksson (ENG) – 59:09 | 1–0 / 1–1 / 2–1 / 3–1 / 4–1 / 4–2 / 4–3 / 5–3 / 5–4 / 6–4 | 19:40 – Kozyulin (Kurbatov) (PP) / 37:35 – Shvetsov (PS) / 42:07 – Shvetsov (Kozyulin) / 58:13 – Filimonov (Kurbatov, Shvetsov) (EA) |                | Dommer: Cemal Kaya Linjedommere: Illya Khohlov Luchezar Stoyanov |
| 22 min | Strafminutter                                             | 48 min |                | Dommer: Cemal Kaya Linjedommere: Illya Khohlov Luchezar Stoyanov |
| 40 | Skud                                                      | 25 |                | Dommer: Cemal Kaya Linjedommere: Illya Khohlov Luchezar Stoyanov |

| 11. april 2017 16:30 | Forenede Arabiske Emirater | 0–8 (0–1, 0–4, 0–3) | Sydafrika | Winter Sports Palace, Sofia Tilskuere: 50 |

| Rapport | Rapport                                       | Rapport | Rapport   | Rapport                                                     |
| ------- | --------------------------------------------- | --- | --------- | ----------------------------------------------------------- |
|         | Ahmed Al-Dhaheri                              | Målmænd | Gary Bock | Dommer: Michał Baca Linjedommere: Ferhat Aygün Jonas Merten |
|         | 0–1 / 0–2 / 0–3 / 0–4 / 0–5 / 0–6 / 0–7 / 0–8 | 04:05 – Botha (Bremner) / 26:43 – Compton (Valadas) / 32:48 – Van Doesburgh (Samaai, De Jager) / 33:14 – Samaai (Birrell) (PP) / 38:08 – Magmoed (Birell, Botha) (PP) / 49:05 – De Jager (Edwards, Husselman) / 54:29 – Van Doesburgh (Botha) (SH) / 58:28 – Gonsalves (SH) |           | Dommer: Michał Baca Linjedommere: Ferhat Aygün Jonas Merten |
| 14 min  | Strafminutter                                 | 30 min |           | Dommer: Michał Baca Linjedommere: Ferhat Aygün Jonas Merten |
| 12      | Skud                                          | 33 |           | Dommer: Michał Baca Linjedommere: Ferhat Aygün Jonas Merten |

| 13. april 2017 13:00 | Georgien | 19–0 (9–0, 2–0, 8–0) | Forenede Arabiske Emirater | Winter Sports Palace, Sofia Tilskuere: 300 |

| Rapport | Rapport | Rapport | Rapport           | Rapport                                                    |
| --- | --- | ------- | ----------------- | ---------------------------------------------------------- |
| | Andrei Ilienko | Målmænd | Khaled Al-Suwaidi | Dommer: Miha Bajt Linjedommere: Jonas Merten Jakob Schauer |
| Shvetsov (Kozyulin, Dumbadze) (PP) – 04:13 / Shvetsov (Filimonov) – 04:31 / Shalunov (Oganeziani, Kurbatov) – 07:50 / Oganeziani (Shvetsov) – 08:58 / Kozyulin (Shvetsov, Filimonov) – 11:39 / Filimonov (Shvetsov, Kurbatov) – 13:29 / Kozyulin – 13:39 / Kozyulin (Jeiranashvili) – 15:09 / Shalunov (Kozyulin) – 18:25 / Kurbatov (Shvetsov) (PP) – 20:36 / Dumbadze (Shalunov) – 37:58 / Kozyulin (Shalunov) (SH) – 49:08 / Dumbadze (Kurbatov, Kozyulin) – 49:38 / Kozyulin (Kurbatov, Dumbadze) – 51:24 / Kurbatov (Shvetsov) – 52:57 / Kozyulin (SH) – 54:53 / Kozyulin (Dumbadze) – 57:40 / Kozyulin (Filimonov) – 59:07 / Kurbatov (Dumbadze) – 59:41 | 1–0 / 2–0 / 3–0 / 4–0 / 5–0 / 6–0 / 7–0 / 8–0 / 9–0 / 10–0 / 11–0 / 12–0 / 13–0 / 14–0 / 15–0 / 16–0 / 17–0 / 18–0 / 19–0 |         |                   | Dommer: Miha Bajt Linjedommere: Jonas Merten Jakob Schauer |
| 30 min | Strafminutter | 10 min  |                   | Dommer: Miha Bajt Linjedommere: Jonas Merten Jakob Schauer |
| 63 | Skud | 14      |                   | Dommer: Miha Bajt Linjedommere: Jonas Merten Jakob Schauer |

| 13. april 2017 20:00 | Sydafrika | 1–3 (0–1, 0–0, 1–2) | Luxembourg | Winter Sports Palace, Sofia Tilskuere: 250 |

| Rapport                   | Rapport               | Rapport                                                                                             | Rapport       | Rapport                                                              |
| ------------------------- | --------------------- | --------------------------------------------------------------------------------------------------- | ------------- | -------------------------------------------------------------------- |
|                           | Charl Pretorius       | Målmænd                                                                                             | Gilles Mangen | Dommer: Kim No-su Linjedommere: Christian Cristeli Luchezar Stoyanov |
| Valadas (Birrell) – 50:54 | 0–1 / 1–1 / 1–2 / 1–3 | 07:04 – Minden (Holtzem) / 56:46 – R. Beran (Cannon, Eriksson) / 59:11 – Houdremont (Holtzem) (ENG) |               | Dommer: Kim No-su Linjedommere: Christian Cristeli Luchezar Stoyanov |
| 8 min                     | Strafminutter         | 18 min                                                                                              |               | Dommer: Kim No-su Linjedommere: Christian Cristeli Luchezar Stoyanov |
| 36                        | Skud                  | 14                                                                                                  |               | Dommer: Kim No-su Linjedommere: Christian Cristeli Luchezar Stoyanov |

## Slutspil

### Overblik
|  | Semifinaler | Semifinaler |             |    | Finale | Finale |
|  |             |             |             |    |        |        |
|  | 15 April    |             |             |    |        |        |
|  |             |             |             |    |        |        |
|  | Luxembourg  | 8           |             |    |        |        |
|  | Luxembourg  | 8           | 16 April    |    |        |        |
|  | Hongkong    | 1           |             |    |        |        |
|  | Hongkong    | 1           | Luxembourg  | 10 |        |        |
|  | 15 April    |             | Luxembourg  | 10 |        |        |
|  |             | Bulgarien   | 4           |    |        |        |
|  | Bulgarien   | Bulgarien   | 4           | 9  |        |        |
|  | Bulgarien   |             |             | 9  |        |        |
|  | Georgien    | 3           |             |    |        |        |
|  | Georgien    | 3           | Tredjeplads |    |        |        |
|  |             |             |             |    |        |        |
|  | 16 April    |             |             |    |        |        |
|  |             |             |             |    |        |        |
|  | Hongkong    | 3           |             |    |        |        |
|  | Hongkong    | 3           |             |    |        |        |
|  | Georgien    | 14          |             |    |        |        |

5th place bracket
|  | Semifinaler 5.-7. plads    | Semifinaler 5.-7. plads |                 |   | 5. plads | 5. plads |
|  |                            |                         |                 |   |          |          |
|  |                            |                         |                 |   |          |          |
|  |                            |                         |                 |   |          |          |
|  |                            |                         |                 |   |          |          |
|  | 16 April                   |                         |                 |   |          |          |
|  |                            |                         |                 |   |          |          |
|  | Sydafrika                  | 7                       |                 |   |          |          |
|  | Sydafrika                  | 7                       | 15 April        |   |          |          |
|  |                            |                         | Kinesisk Taipei | 3 |          |          |
|  | Kinesisk Taipei            | 4                       | Kinesisk Taipei | 3 |          |          |
|  | Kinesisk Taipei            | 4                       |                 |   |          |          |
|  | Forenede Arabiske Emirater | 0                       |                 |   |          |          |
|  | Forenede Arabiske Emirater | 0                       |                 |   |          |          |

### Semifinale 5.-7. plads
| 15. april 2017 13:00 | Kinesisk Taipei | 4–0 (3–0, 0–0, 1–0) | Forenede Arabiske Emirater | Winter Sports Palace, Sofia Tilskuere: 50 |

| Rapport | Rapport               | Rapport | Rapport          | Rapport                                                         |
| --- | --------------------- | ------- | ---------------- | --------------------------------------------------------------- |
| | Liao Yu-cheng         | Målmænd | Ahmed Al-Dhaheri | Dommer: Cemal Kaya Linjedommere: Ferhat Aygün Luchezar Stoyanov |
| Tseng (Tang Y., Chang Ha.) (PP) – 06:43 / Lin (Shen, Tseng) (PP) – 10:25 / Wei Yu-k. (Yang Hsiao-h.) – 12:32 / Shen (Wei Yu-k.) – 46:17 | 1–0 / 2–0 / 3–0 / 4–0 |         |                  | Dommer: Cemal Kaya Linjedommere: Ferhat Aygün Luchezar Stoyanov |
| 14 min | Strafminutter         | 8 min   |                  | Dommer: Cemal Kaya Linjedommere: Ferhat Aygün Luchezar Stoyanov |
| 40 | Skud                  | 28      |                  | Dommer: Cemal Kaya Linjedommere: Ferhat Aygün Luchezar Stoyanov |

### Semifinaler
| 15. april 2017 16:30 | Luxembourg | 8–1 (3–0, 2–1, 3–0) | Hongkong | Winter Sports Palace, Sofia Tilskuere: 250 |

| Rapport | Rapport                                             | Rapport                       | Rapport                 | Rapport                                                      |
| --- | --------------------------------------------------- | ----------------------------- | ----------------------- | ------------------------------------------------------------ |
| | Philippe Lepage                                     | Målmænd                       | King Ho Cheung Ching-ho | Dommer: Ivan Fateyev Linjedommere: Illya Khokhlov Gil Tichon |
| K. Linster (R. Beran) – 02:50 / Cannon (R. Beran) – 17:41 / Cannon (B. Linster) – 19:59 / Minden (T. Beran, Welter) – 28:19 / Cannon – 29:34 / R. Beran – 48:51 / Wambach – 57:20 / Mosr (Houdremont, Thill) – 58:07 | 1–0 / 2–0 / 3–0 / 3–1 / 4–1 / 5–1 / 6–1 / 7–1 / 8–1 | 20:11 – Au-yeung (Tang, Wong) |                         | Dommer: Ivan Fateyev Linjedommere: Illya Khokhlov Gil Tichon |
| 2 min | Strafminutter                                       | 2 min                         |                         | Dommer: Ivan Fateyev Linjedommere: Illya Khokhlov Gil Tichon |
| 52 | Skud                                                | 13                            |                         | Dommer: Ivan Fateyev Linjedommere: Illya Khokhlov Gil Tichon |

| 15. april 2017 20:00 | Bulgarien | 9–3 (4–0, 2–1, 3–2) | Georgien | Winter Sports Palace, Sofia Tilskuere: 750 |

| Rapport | Rapport                                                               | Rapport                                                                                                 | Rapport        | Rapport                                                    |
| --- | --------------------------------------------------------------------- | --- | -------------- | ---------------------------------------------------------- |
| | Dimitar Dimitrov                                                      | Målmænd                                                                                                 | Andrei Ilienko | Dommer: Michał Baca Linjedommere: Jonas Merten Wiktor Zień |
| Iskrenov (Hodulov) – 07:59 / M. Vasilev (Yotov) (PP2) – 11:23 / Nikolov (Hodulov) – 15:19 / Cvetanov (M. Vasilev, Yotov) – 17:29 / Muhachev (Dikov, Boyadjiev) (SH) – 26:38 / T. Georgiev (Muhachev, Yotov) – 37:15 / Cvetanov (Yotov, Hodulov) – 44:12 / Iskrenov (Hodulov, Boyadjiev) – 50:16 / Cvetanov (Gyurov, Yotov) (PP2) – 52:36 | 1–0 / 2–0 / 3–0 / 4–0 / 4–1 / 5–1 / 6–1 / 6–2 / 7–2 / 8–2 / 9–2 / 9–3 | 24:10 – Kozyulin (Shvetsov) (PP2) / 42:32 – Shvetsov (Kurbatov, Kozyulin) / 55:30 – Shvetsov (Kurbatov) |                | Dommer: Michał Baca Linjedommere: Jonas Merten Wiktor Zień |
| 12 min | Strafminutter                                                         | 40 min                                                                                                  |                | Dommer: Michał Baca Linjedommere: Jonas Merten Wiktor Zień |
| 64 | Skud                                                                  | 37 |                | Dommer: Michał Baca Linjedommere: Jonas Merten Wiktor Zień |

### 5. plads
| 16. april 2017 12:30 | Sydafrika | 7–3 (3–2, 3–0, 1–1) | Kinesisk Taipei | Winter Sports Palace, Sofia Tilskuere: 150 |

| Rapport | Rapport                                                   | Rapport                                                                                  | Rapport                        | Rapport                                                         |
| --- | --------------------------------------------------------- | ---------------------------------------------------------------------------------------- | ------------------------------ | --------------------------------------------------------------- |
| | Gary Bock Charl Pretorius                                 | Målmænd                                                                                  | Liao Yu-cheng Huang Sheng-chun | Dommer: Kim No-su Linjedommere: Jakob Schauer Luchezar Stoyanov |
| Willemstijn (Van Doesburgh) – 01:05 / Husselman (Birrell, Gordon) – 05:53 / Giot (Edwards) (PP) – 18:11 / Husselman (Giot) – 25:56 / Edwards (Gordon, Husselman) – 31:56 / Botha (Van Doesburgh) – 39:56 / Samaai (Edwards, Gordon) – 48:22 | 1–0 / 2–0 / 2–1 / 3–1 / 3–2 / 4–2 / 5–2 / 6–2 / 6–3 / 7–3 | 06:54 – Wei Yu-c. / 19:56 – Shen (Yang Hsiao-h., Wei Yu-k.) / 43:29 – Tang Y. (Pai) (PP) |                                | Dommer: Kim No-su Linjedommere: Jakob Schauer Luchezar Stoyanov |
| 18 min | Strafminutter                                             | 8 min                                                                                    |                                | Dommer: Kim No-su Linjedommere: Jakob Schauer Luchezar Stoyanov |
| 42 | Skud                                                      | 15                                                                                       |                                | Dommer: Kim No-su Linjedommere: Jakob Schauer Luchezar Stoyanov |

### 3. plads
| 16. april 2017 16:00 | Hongkong | 3–14 (1–6, 1–3, 1–5) | Georgien | Winter Sports Palace, Sofia Tilskuere: 50 |

| Rapport                                                                           | Rapport                                                                                                   | Rapport | Rapport                        | Rapport                                                        |
| --------------------------------------------------------------------------------- | --- | --- | ------------------------------ | -------------------------------------------------------------- |
|                                                                                   | King Ho Cheung Ching-ho                                                                                   | Målmænd | Andrei Ilienko Kakha Ambrolava | Dommer: Miha Bajt Linjedommere: Christian Cristeli Wiktor Zień |
| Sham (Tang, Au-yeung) – 08:11 / Tang (Au-yeung, Sham) (PP) – 25:56 / Tang – 53:38 | 0–1 / 0–2 / 1–2 / 1–3 / 1–4 / 1–5 / 1–6 / 2–6 / 2–7 / 2–8 / 2–9 / 2–10 / 2–11 / 2–12 / 2–13 / 3–13 / 3–14 | 06:13 – Dumbadze (Kozyulin) / 07:51 – Kozyulin (Dumbadze, Geperidze) / 10:26 – Kurbatov (Dumbadze, Filimonov) (PP) / 15:12 – Shvetsov (Filimonov, Kozyulin) (PP) / 18:45 – Kozyulin / 19:40 – Shvetsov (Oganeziani, Filimonov) / 28:28 – Shvetsov (Kurbatov, Filimonov) / 31:08 – Dumbadze (Kozyulin) / 32:09 – Oganeziani (Kurbatov, Shvetsov) / 42:09 – Shvetsov (Filimonov) / 45:44 – Shvetsov (Kozyulin, Kurbatov) (PP) / 48:45 – Kozyulin (Kurbatov, Dumbadze) / 50:47 – Jeiranashvili (Shalunov) / 56:41 – Oganeziani (Kozyulin, Shvetsov) (PP) |                                | Dommer: Miha Bajt Linjedommere: Christian Cristeli Wiktor Zień |
| 10 min                                                                            | Strafminutter                                                                                             | 6 min |                                | Dommer: Miha Bajt Linjedommere: Christian Cristeli Wiktor Zień |
| 24                                                                                | Skud | 43 |                                | Dommer: Miha Bajt Linjedommere: Christian Cristeli Wiktor Zień |

### Finale
| 16. april 2017 19:30 | Luxembourg | 10–4 (3–3, 4–1, 3–0) | Bulgarien | Winter Sports Palace, Sofia Tilskuere: 950 |

| Rapport | Rapport                                                                            | Rapport | Rapport                         | Rapport                                                              |
| --- | ---------------------------------------------------------------------------------- | --- | ------------------------------- | -------------------------------------------------------------------- |
| | Philippe Lepage                                                                    | Målmænd | Dimitar Dimitrov Nikola Nikolov | Dommer: Ivan Fateyev Linjedommere: Aleh Kliashcheunikau Jonas Merten |
| T. Beran (Welter) – 04:36 / Welter (Mosr) – 15:47 / Schons (Scheier, R. Beran) – 18:49 / K. Linster (Eriksson) (PP) – 22:48 / Welter (T. Beran) – 31:34 / Mosr – 37:56 / Cannon (R. Beran) (PP2) – 39:53 / Mosr (Schons) (PP2) – 51:06 / T. Beran (Holtzem) – 52:50 / R. Beran (ENG) – 56:34 | 0–1 / 1–1 / 1–2 / 1–3 / 2–3 / 3–3 / 4–3 / 4–4 / 5–4 / 6–4 / 7–4 / 8–4 / 9–4 / 10–4 | 02:15 – M. Vasilev (Muhachev, Yotov) / 09:17 –Yotov (Gyurov, Muhachev) (PP) / 15:15 – Iskrenov (Hodulov) / 29:39 – Yotov (Muhachev) (SH) |                                 | Dommer: Ivan Fateyev Linjedommere: Aleh Kliashcheunikau Jonas Merten |
| 12 min | Strafminutter                                                                      | 34 min |                                 | Dommer: Ivan Fateyev Linjedommere: Aleh Kliashcheunikau Jonas Merten |
| 31 | Skud                                                                               | 61 |                                 | Dommer: Ivan Fateyev Linjedommere: Aleh Kliashcheunikau Jonas Merten |

## Slutstilling
| Rangering | Hold                       |
| --------- | -------------------------- |
| 1         | Luxembourg                 |
| 2         | Bulgarien                  |
| 3         | Georgien                   |
| 4         | Hongkong                   |
| 5         | Sydafrika                  |
| 6         | Kinesisk Taipei            |
| 7         | Forenede Arabiske Emirater |

## Awards and statistics

### Målmænd
Kun de første fem målmænd, baseret på redningsprocenter, der har spillet mindst 40% af deres minutter, er inkluderet i listen.
| Spiller          | TpI    | MM | MMG  | SM  | R%    | SO |
| ---------------- | ------ | -- | ---- | --- | ----- | -- |
| Philippe Lepage  | 240:00 | 9  | 2.25 | 107 | 91.59 | 1  |
| Liao Yu-cheng    | 169:59 | 9  | 3.18 | 103 | 91.26 | 1  |
| Andrei Ilienko   | 287:28 | 21 | 4.38 | 169 | 87.57 | 1  |
| King Ho          | 168:16 | 23 | 8.20 | 150 | 84.67 | 0  |
| Ahmed Al-Dhaheri | 120:00 | 12 | 6.00 | 73  | 83.56 | 0  |

TpI = Tid på Is (minutes:seconds); SM = Skud mod; MM = Mål mod; MMG = Mål mod gennemsnit; Sv% = Redningsprocent; SO = Shutouts

Source: IIHF.com